# Oligolepis keiensis
Oligolepis keiensis е вид лъчеперка от семейство Попчеви (Gobiidae).

## Разпространение
Видът е разпространен в Мадагаскар, Мозамбик, Сейшели и Южна Африка.